# Distrito electoral de Big Blue (condado de Saline, Nebraska)
Big Blue (en inglés: Big Blue Precinct) es un distrito electoral ubicado en el condado de Saline en el estado estadounidense de Nebraska. En el Censo de 2010 tenía una población de 303 habitantes y una densidad poblacional de 3,23 personas por km².

## Geografía
Big Blue se encuentra ubicado en las coordenadas 40°33′36″N 96°58′43″O / 40.56000, -96.97861. Según la Oficina del Censo de los Estados Unidos, Big Blue tiene una superficie total de 93.8 km², de la cual 93.02 km² corresponden a tierra firme y (0.82%) 0.77 km² es agua.

## Demografía
Según el censo de 2010, había 303 personas residiendo en Big Blue. La densidad de población era de 3,23 hab./km². De los 303 habitantes, Big Blue estaba compuesto por el 97.03% blancos, el 0.33% eran asiáticos, el 1.65% eran de otras razas y el 0.99% pertenecían a dos o más razas. Del total de la población el 2.97% eran hispanos o latinos de cualquier raza.